# Altica copelandi
Altica copelandi es una especie de coleóptero de la familia Chrysomelidae. Fue descrita científicamente por primera vez en 2006 por Ciegler.